# Estadio Municipal Arquitecto Antonio Eleuterio Ubilla
El estadio Arquitecto Antonio Ubilla es un estadio de fútbol localizado en Melo, departamento de Cerro Largo, Uruguay donde juega el Cerro Largo FC y la Asociación Departamental de Futbol de Cerro Largo.
Pertenece a la Intendencia Departamental, pero es cedido al Cerro Largo FC, para que juegue sus partidos como local de la Primera División y Copa Bridgestone Sudamericana 2012, también se disputan partidos de la liga local y de los campeonatos interdepartamentales.
En 2012 se mejoró su infraestructura para que Cerro Largo FC disputara la Copa Sudamericana. El martes 14 de agosto de 2012, el Ubilla recibió su primer partido internacional: empate a cero entre CLFC y Aurora de Bolivia.
En agosto de 2021 el estadio entró nuevamente en reformas las cuales fueron termindadas para mayo de 2022, donde se replanto el campo de juego, mejorando el drenaje, nuevos vestuarios, bancos de suplentes con nuevas butacas, un tablero electrónico ubicado en la cabecera local, tribunas ampliadas pintadas de azul y blanco, los colores del club y de la selección del departamento.
En 2025 el club arachán disputo en el  su segundo partido a nivel internacional en su  escenario, por la primera fase de la  Copa Sudamericana, superando a Danubio en la tanda de penales tras haber empatado 2-2 en el partido, lo que significo la clasificación a la fase de grupos por primera vez en la historia del club, la cual no pudo presentar su estadio como local por falta de capacidad, exigida por Conmebol .  